# Jezusek Palmowy

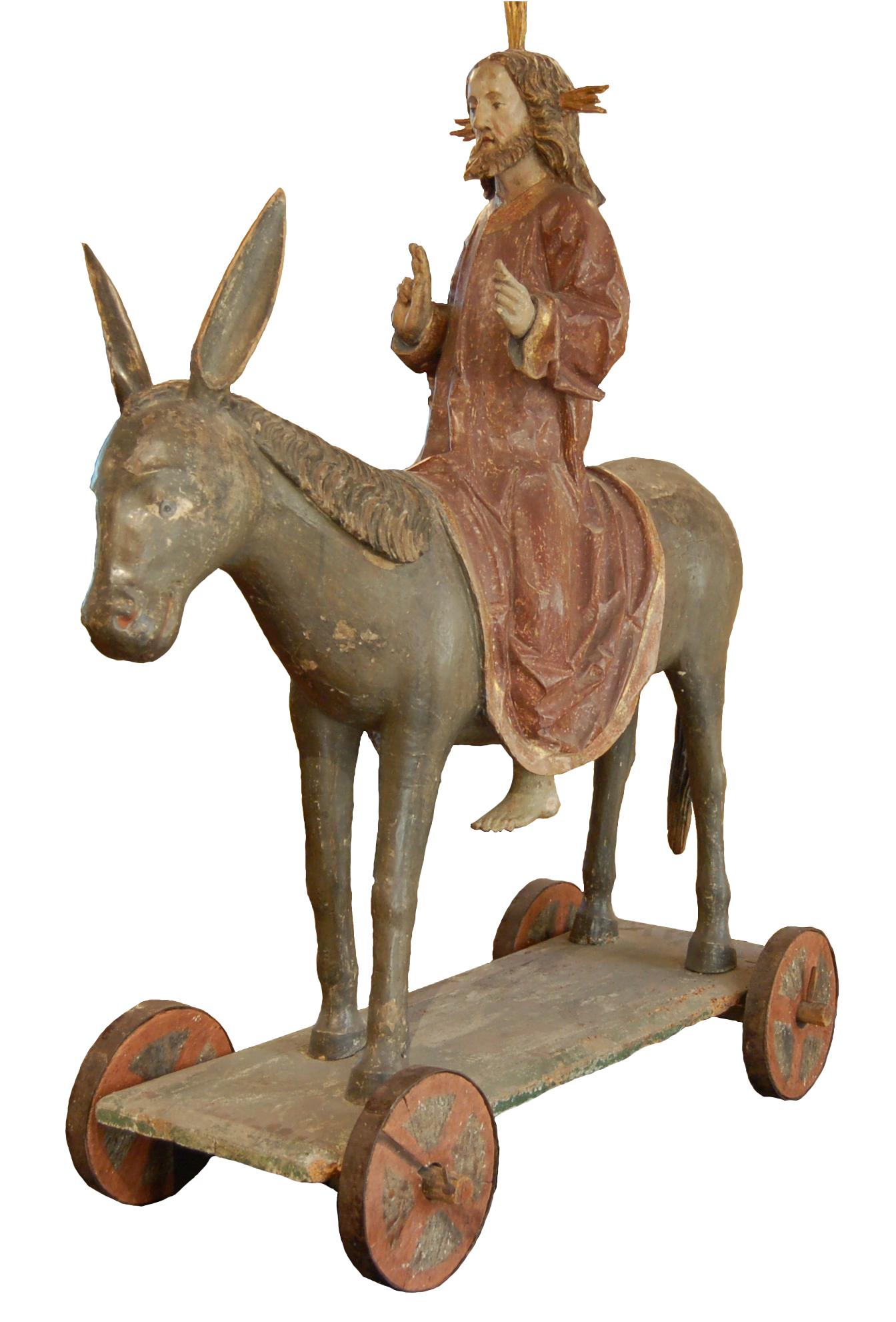
Chrystus na osiołku (ze zbiorów Musée de Cluny)

Jezusek Palmowy zwany też Lipowym lub Dębowym oraz Osiołkiem Palmowym – drewniana figura Chrystusa na osiołku, noszona lub wożona na podstawie-wózku podczas uroczystej procesji w Niedzielę Palmową. W ten sposób odtwarzano triumfalny wjazd Jezusa do Jerozolimy, gdy ludzie witali go rzucanymi mu pod nogi płaszczami i gałązkami palmy oraz słowami Hosanna.
Zwyczaj wykorzystania figury Jezusa na osiołku podczas procesji znany jest od średniowiecza. Najstarsze znane informacje dotyczące tej tradycji pochodzą z lat 982-992 i znajdują się w żywocie biskupa Ulryka z Augsburga, a najstarsze zachowane figury – z ok. 1200. O wykorzystaniu figur Chrystusa na osiołku świadczą także teksty liturgiczne, wspominające "ymago Salvatoris cum asello" Zwyczaj kultywowany był do końca XVIII wieku, po czym został zakazany przez władze kościelne. Mimo to przetrwał do dziś w Tokarni; odnawiany jest w Szydłowcu. Kultywowany jest także w kilku miejscowościach niemieckich (m.in. Thaur koło Innsbrucka).
W Polsce są trzy historyczne i pełne figury Chrystusa na osiołku: figura datowana na lata 1493-94 w Muzeum Narodowym w Poznaniu, figura z Szydłowca (obecnie w Muzeum Narodowym w Krakowie, datowana 1520-1530) i figura w klasztorze klarysek w Starym Sączu (zachowana bez wózka). Są również dwie figury, z których zachował tylko Chrystus: z Rybiego Nowego (obecnie w Muzeum Diecezjalnym w Tarnowie, datowana na około 1520) i z nieznanej miejscowości (obecnie w Muzeum Narodowym w Krakowie). Wiemy także o figurach niezachowanych. Są to: "figura Chrystusa na osiełku" z kościoła mariackiego w Krakowie, wymieniana w inwentarzu z 1620; rzeźba z kościoła św. Marii Magdaleny we Wrocławiu z ok. 1500, rzeźba z kościoła św. Mikołaja w Brzegu, rzeźba, która przed II wojną światową znajdowała się w muzeum w Gorzowie.
Wykorzystanie figury skrytykował Mikołaj Rej w "Żywocie człowieka poczciwego": W kwietną niedzielę kto bagniątka nie połknął, a dębowego Chrystusa do miasta nie przyprowadził, to już dusznego zbawienia nie otrzymał".

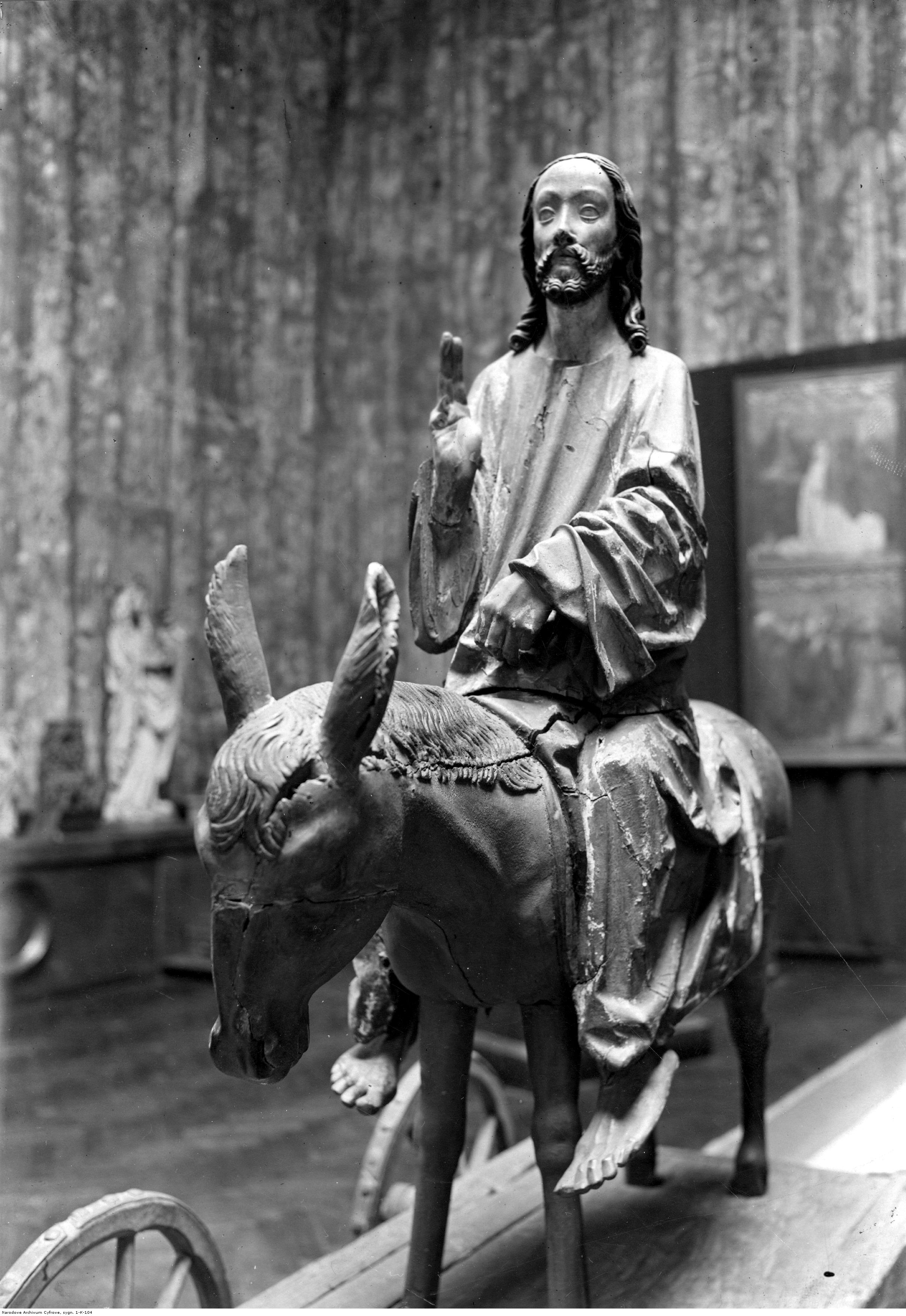
Rzeźba Chrystusa na osiołku z Szydłowca przechowywana w Muzeum Narodowym w Krakowie
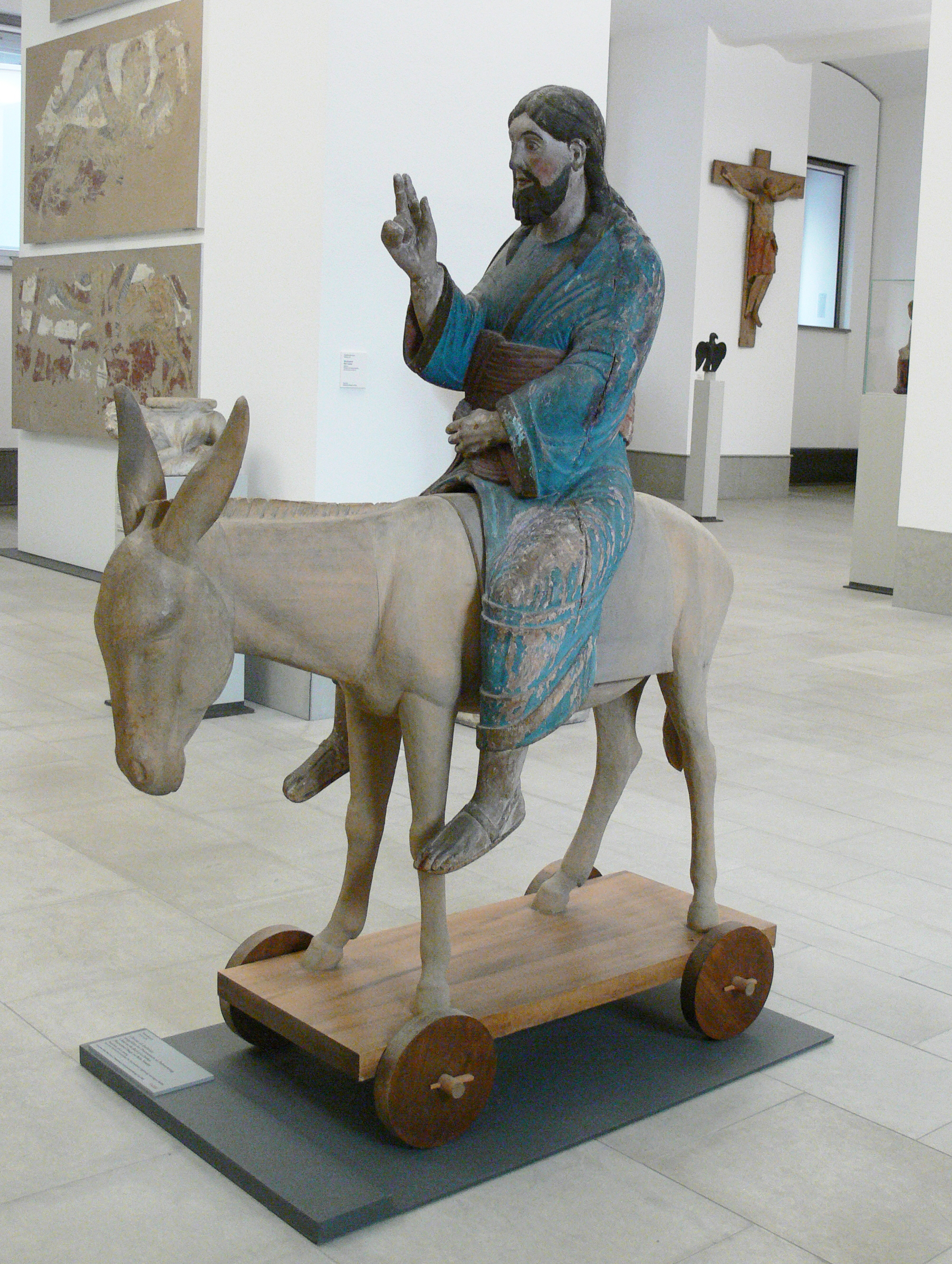
Jezusek (osiołek jest współczesną rekonstrukcją), Bawaria, koniec XII wieku, Bode-Museum, Berlin
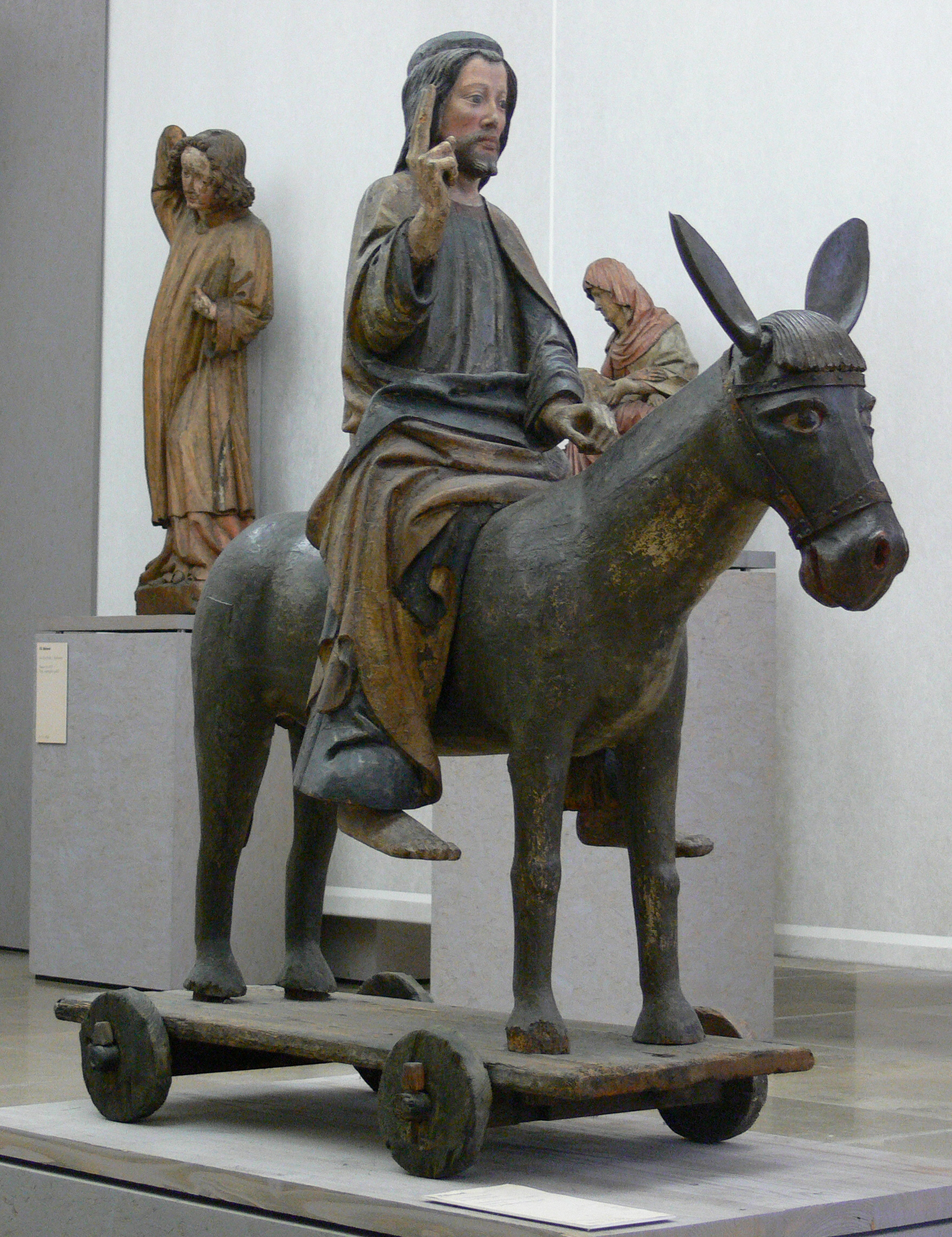
Jezusek na osiołku, XIV wiek, Württembergisches Landesmuseum, Stuttgart
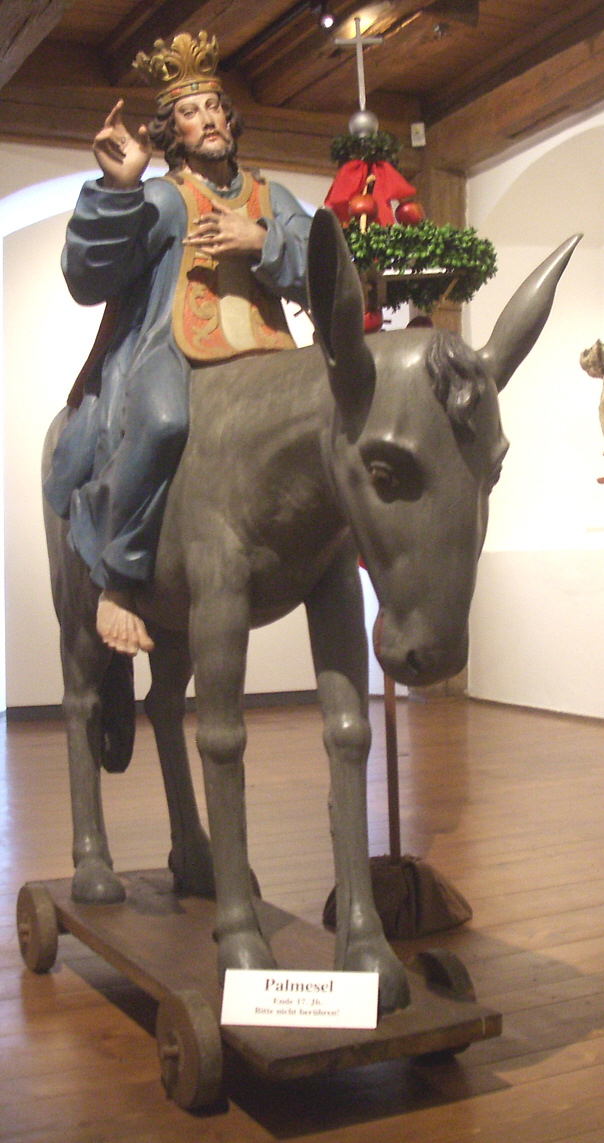
Jezusek na osiołku, koniec XVII wieku, Museum im Kornhaus, Bad Waldsee